# Pegli
Pegli (Pêgi en Liguria) es un distrito del oeste genovés. Fue comuna autónoma hasta 1926 cuando se incorporó en el municipio de Génova, junto con dieciocho municipios, en la que la división administrativa fue primero una delegación y luego, desde 1978, un distrito electoral. En la división administrativa en vigor desde 2005, forma parte del Ayuntamiento VII Ponente, junto con Pra 'y Voltri (también antiguos municipios autónomos).

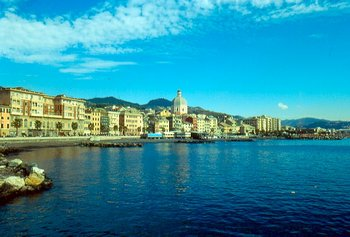
Pegli, Génova.

## Galería de imágenes

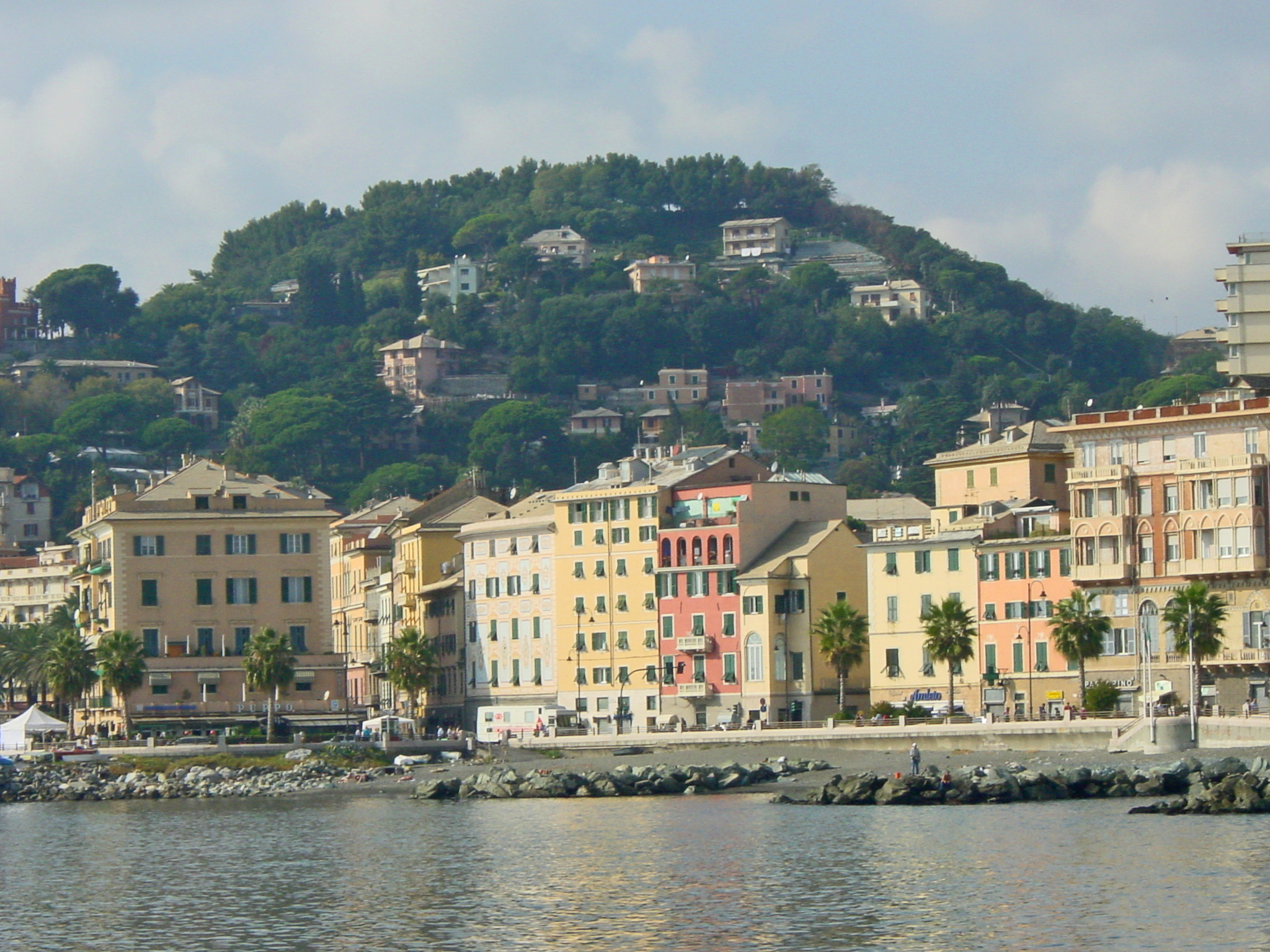
Mar Ligure
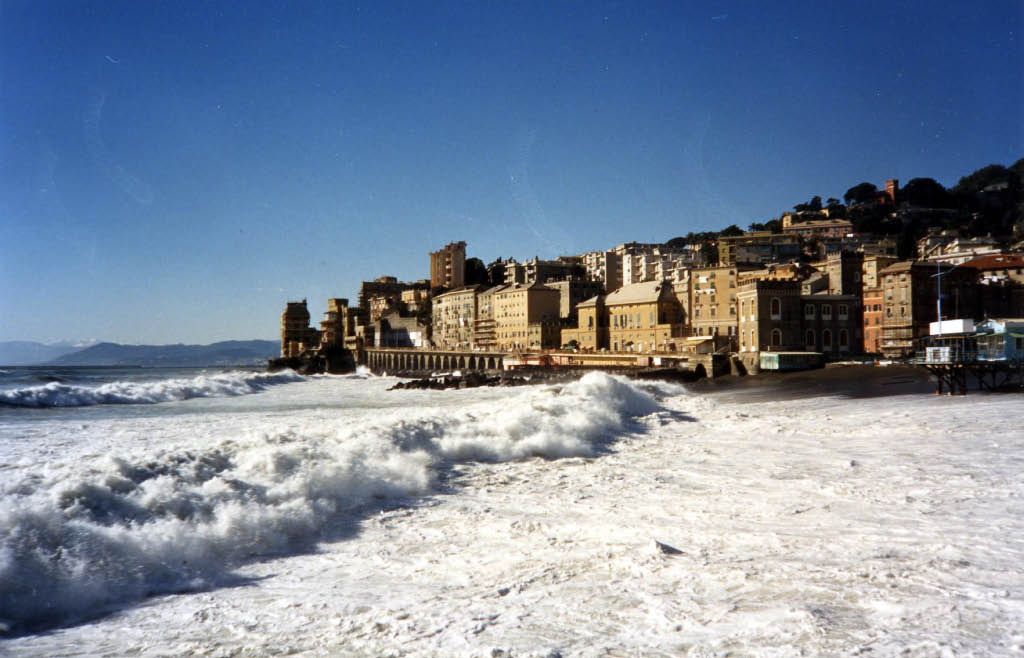
Mareggiata nel 1988
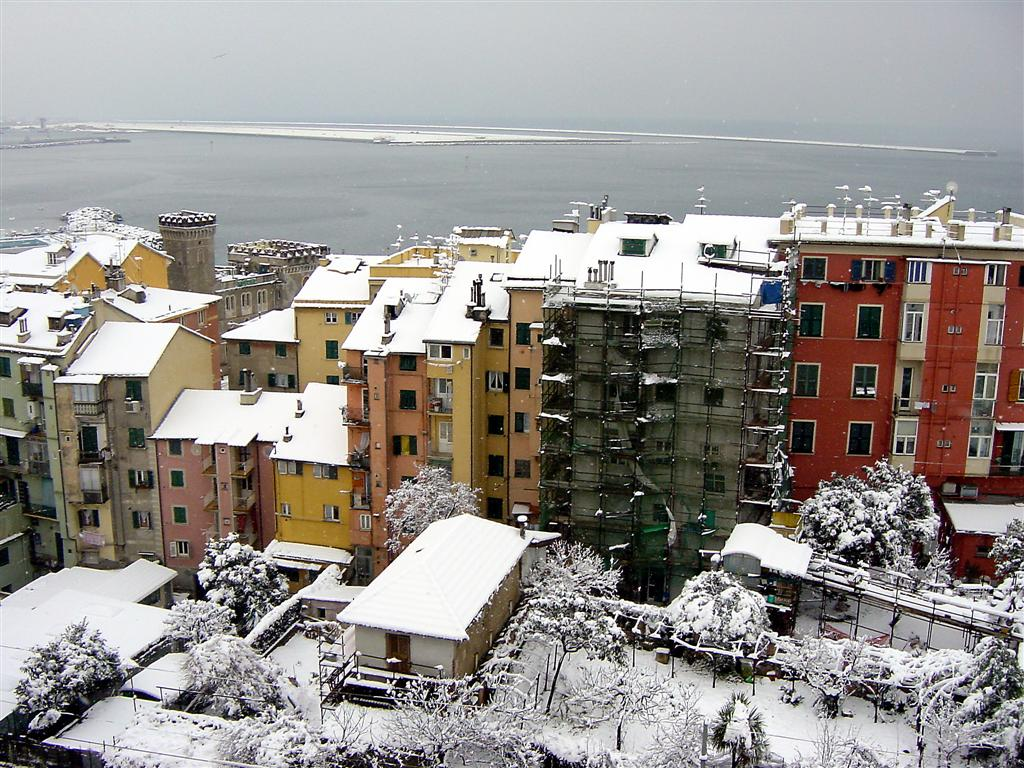
Pegli con nieve, 3 de marzo 2005
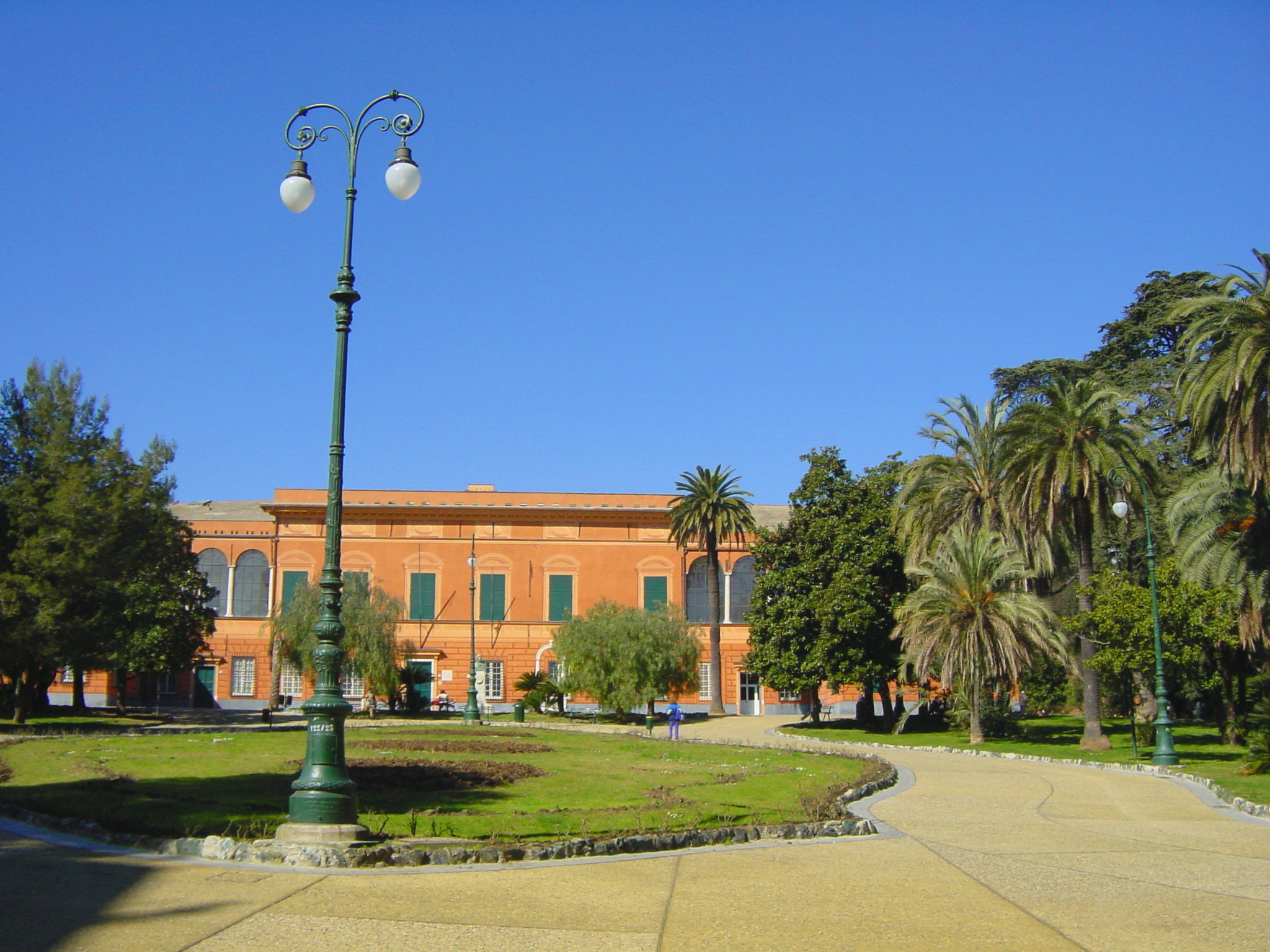
Plaza Bonavino
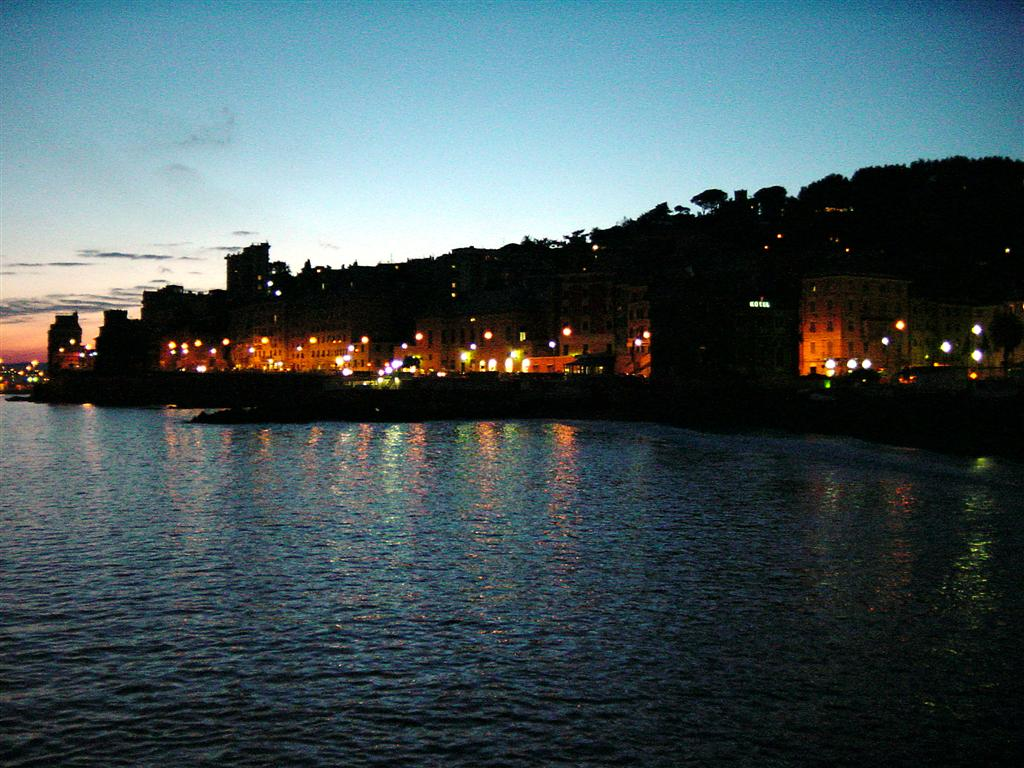
Pegli paseo nocturno
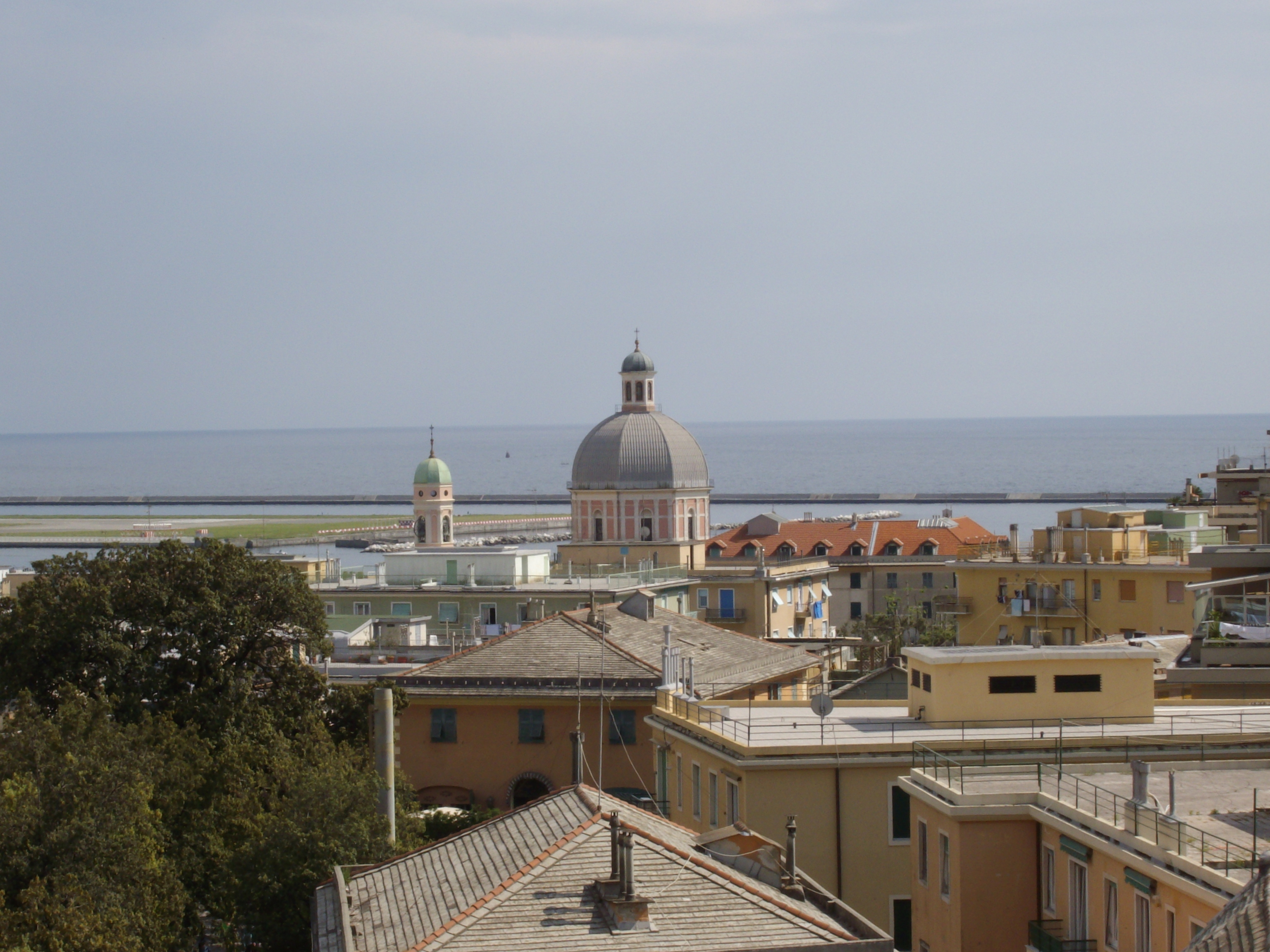
Panorama da via beato Martino con la chiesa di S. Maria Immacolata